# Dzieżno
Dzieżno (nazwa przejściowa – Dziewanna) – część wsi Jedlice w Polsce, położony w województwie zachodniopomorskim, w powiecie pyrzyckim, w gminie Lipiany. Przysiółek wchodzi w skład sołectwa Jedlice.
W latach 1975–1998 przysiółek administracyjnie należał do województwa szczecińskiego.